# フェリックス・キャンデラ

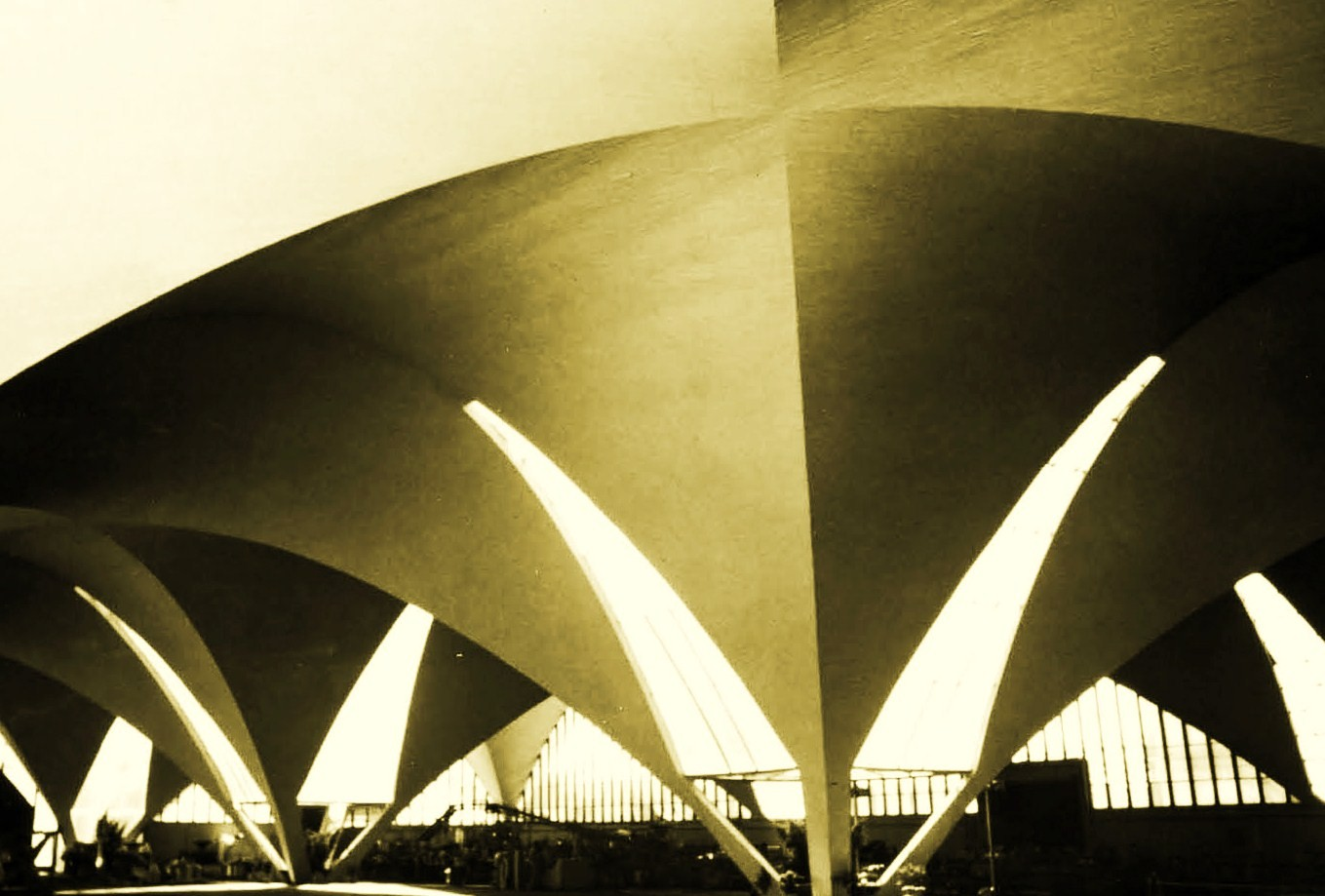
バガルディの瓶詰工場 1959年

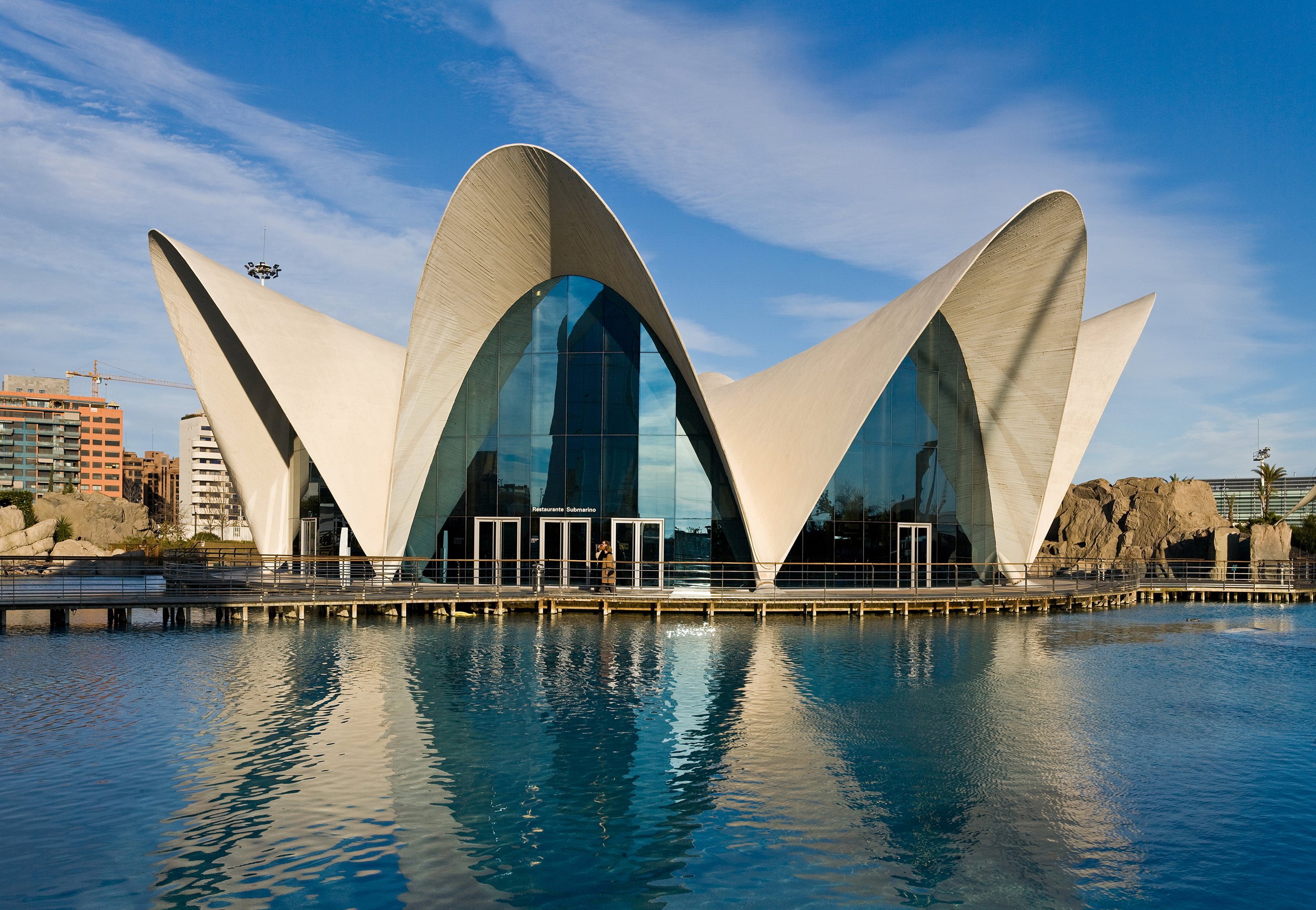
芸術科学都市オーシャン・グラフィック 1997年

フェリックス・キャンデラ（Félix Candela、1910年 - 1997年）はメキシコの構造家、コントラクター（建築業者）、建築家である。   スペイン・マドリード生まれ。1939年スペインに内戦が起こるとメキシコに亡命し、そこで設計活動を始めた。HPシェル構造を用いて構造と表現が一体化した流れるような曲線や曲面の空間を作り出したことで有名。1971年から米国に移住したが、キャンデラの作品のほとんどはメキシコに存在する。

## 年譜
- 1910年　1月27日、スペイン・マドリードで生まれる。
- 1927年-35年　マドリード建築学校で建築を学んだが、幾何学に秀でたばかりでなくスポーツにも万能で、スキーや三段跳び、走り高跳びの国内チャンピオンになる。また自らが率いたラグビー・チームでも優勝する。
- 1935年　友人と建築設計事務所を開設する。スチールとコンクリートの構造解析が主な仕事であった。
- 1936年　スペイン内戦が勃発した7月18日は、論文「建築形体への鉄筋コンクリート技術における新傾向の影響」でアカデミーの海外奨学生の資格を得て、シェル構造の権威の元へとドイツ留学に旅立つ予定のちょうどその日に当たった。しかし、そのままマドリードにとどまって、共和党派として従軍することを選択する。工兵隊将校としてエブロの前線に送られ、フランス国境ピレネー付近で捕虜となり、ペルピニャンの強制収容所に入れられる。
- 1939年　フレンド会による救済援助でメキシコに着の身着のままで亡命。そのままチワワのスペイン人コロニーで建築業に従事した。当時、フランコ政権下のスペインからメキシコに亡命した人たちの総数は25万人にも及んだ。
- 1940年　メキシコシティの建築会社でドラフトマン（図面作成を専らにする技術者）として働く。
- 1941年-42年　アカプルコで友人と建設事業を始める。
- 1943年-46年　メキシコシティに戻り、建築家ヘスス・マルティの助手として働く一方、副業として始めた個人的な仕事が軌道に乗り始めると、マドリードから母と姉妹、建設会社で働いていた弟を呼び寄せる。
- 1950年　設計・施工・構造解析の会社Cubiertas ALA S.A.を設立。
- 1951年　HPシェルを用いた最薄部1.5cmのコンクリート屋根の宇宙線研究所で一躍建築界の注目を集める。
- 1953年　イグレシア・デ・ラ・ビルヘン・ミラグローサ教会で建築家（デザイナー）としても有名になる。メキシコ国立大学教授に就任（-1970年）
- 1954年　工場や倉庫を傘構造（アンブレラ）で建て始める。
- 1955年-58年　サン・アントニオ・デ・ラス・ウェルタス教会、ソチミルコのレストラン、クエルナバカのオープン・チャペルなどのフリー・エッジによるシェル構造を手掛る。
- 1959年　瓶詰め工場を含むバガルディ本社工場の建設と、サン・ビセンテ・デ・パウルの礼拝堂の建設。
- 1960年　サンタ・モニカ教会の建設。
- 1961年　ロンドン構造エンジニア協会よりゴールド・メダル受賞。ハーバード大学教授に就任（-1962年）。
- 1963年　メキシコ建築協会より、プロマーダ・デ・オロ賞受賞。
- 1964年　ニュー・メキシコ大学名誉教授。
- 1965年　アメリカ・コンクリート協会より、アルフレッド・E・リンドー賞受賞。
- 1966年　アメリカ・ヴァージニア大学教授に就任。
- 1967年　キャンデラリア駅、メキシコシティ地下鉄駅建設。
- 1968年　メキシコ・オリンピック競技場、スポーツ・パレスの建設。
- 1969年-71年　ニューヨークでコンサルタント業務を始める。マドリード建築大学名誉教授。コーネル大学教授に就任（-1974年）。
- 1971年　アメリカに移住。イリノイ大学教授に就任（1978年より名誉教授）。
- 1974年　イギリス・リード大学教授に就任（-1975年）。
- 1977年　ペルー国立フェデリコ・ビジャレアル大学名誉教授。
- 1978年　スペイン名誉市民授与。
- 1980年　フランス建築アカデミーより、ゴールド・メダル受賞。
- 1981年　スペイン建築家審査会より、ゴールド・メダル受賞。
- 1983年　メキシコ建築アカデミー名誉会員授与。
- 1985年　マドリードにて、アントニオ・カムニャス賞受賞。
- 1990年　セビリア大学名誉教授。
- 1994年　マドリード工科大学名誉教授。
- 1997年　ノースカロライナ州で87歳で死去。

## 業績

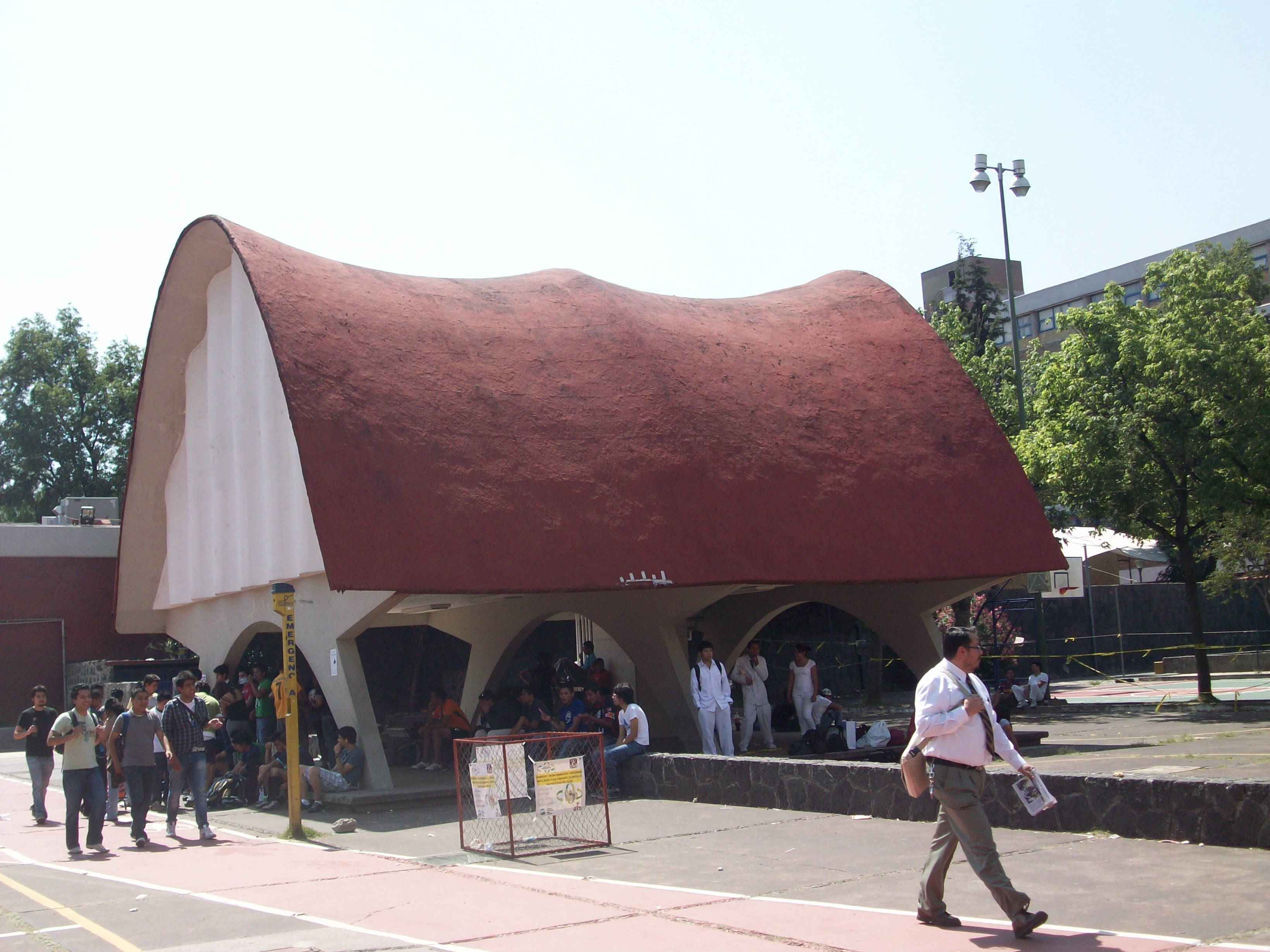
宇宙線研究所 1951年

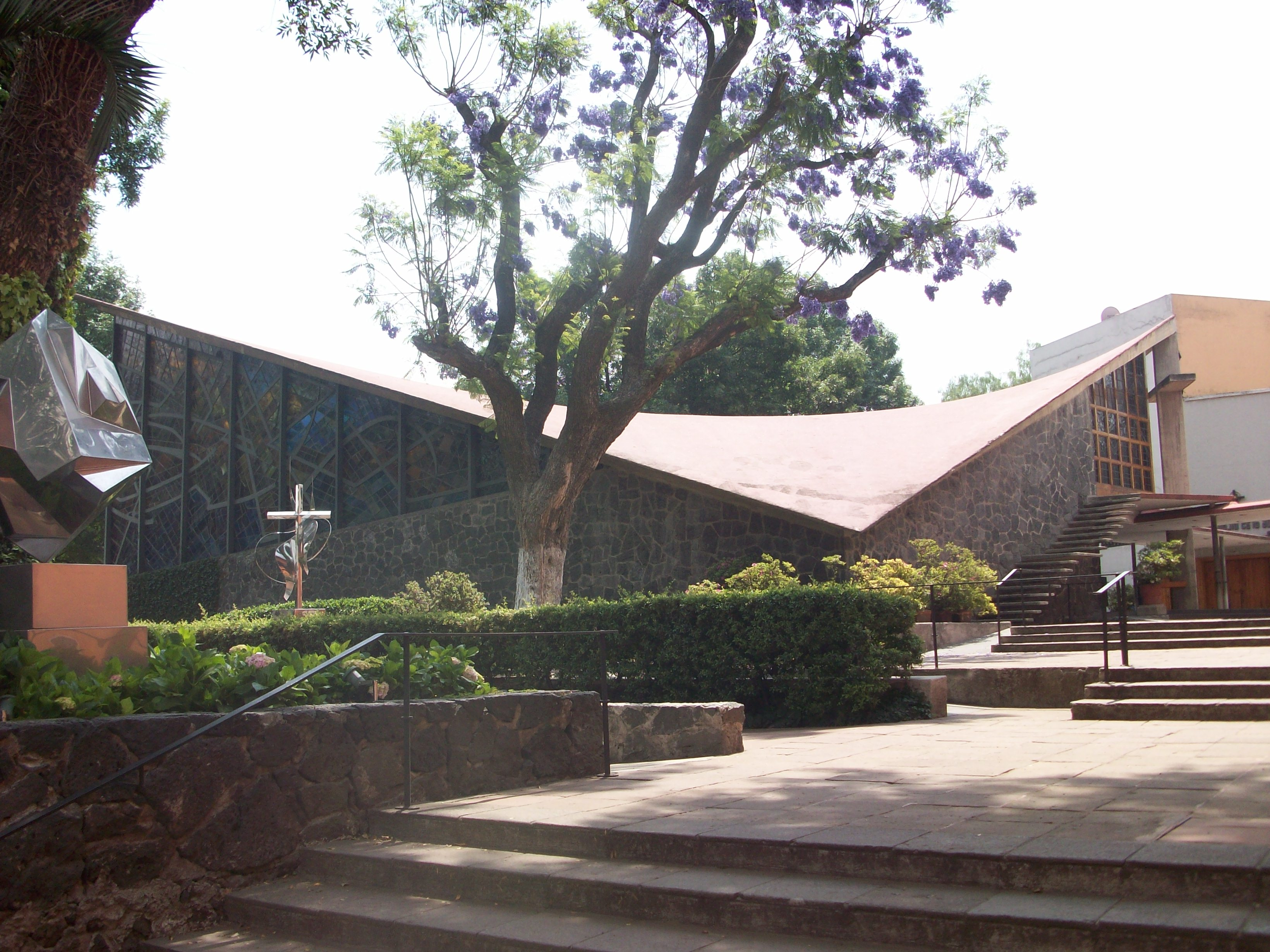
イグレシア・ミラグローサ教会 1953年

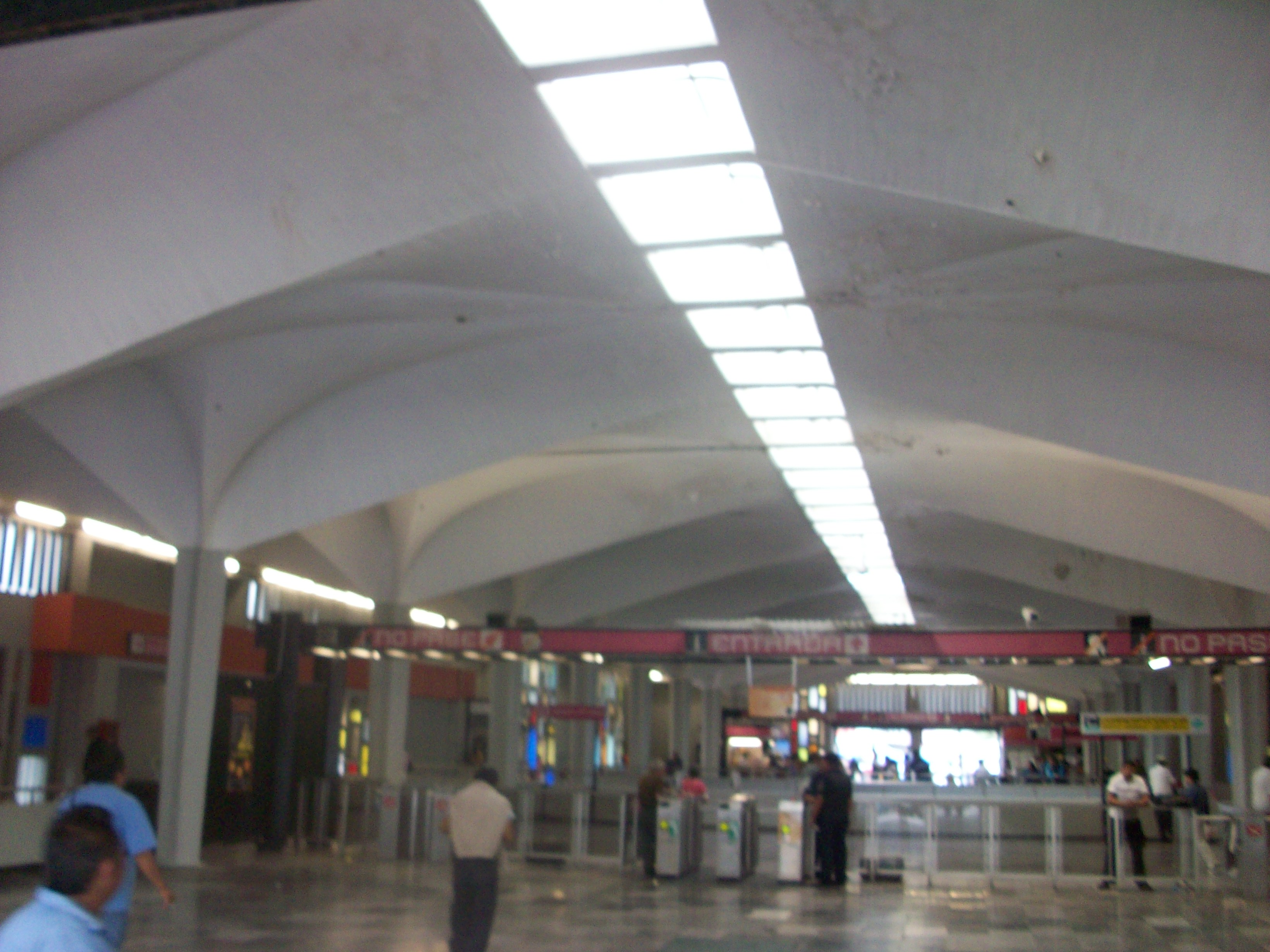
キャンデラリア地下鉄駅 1967年

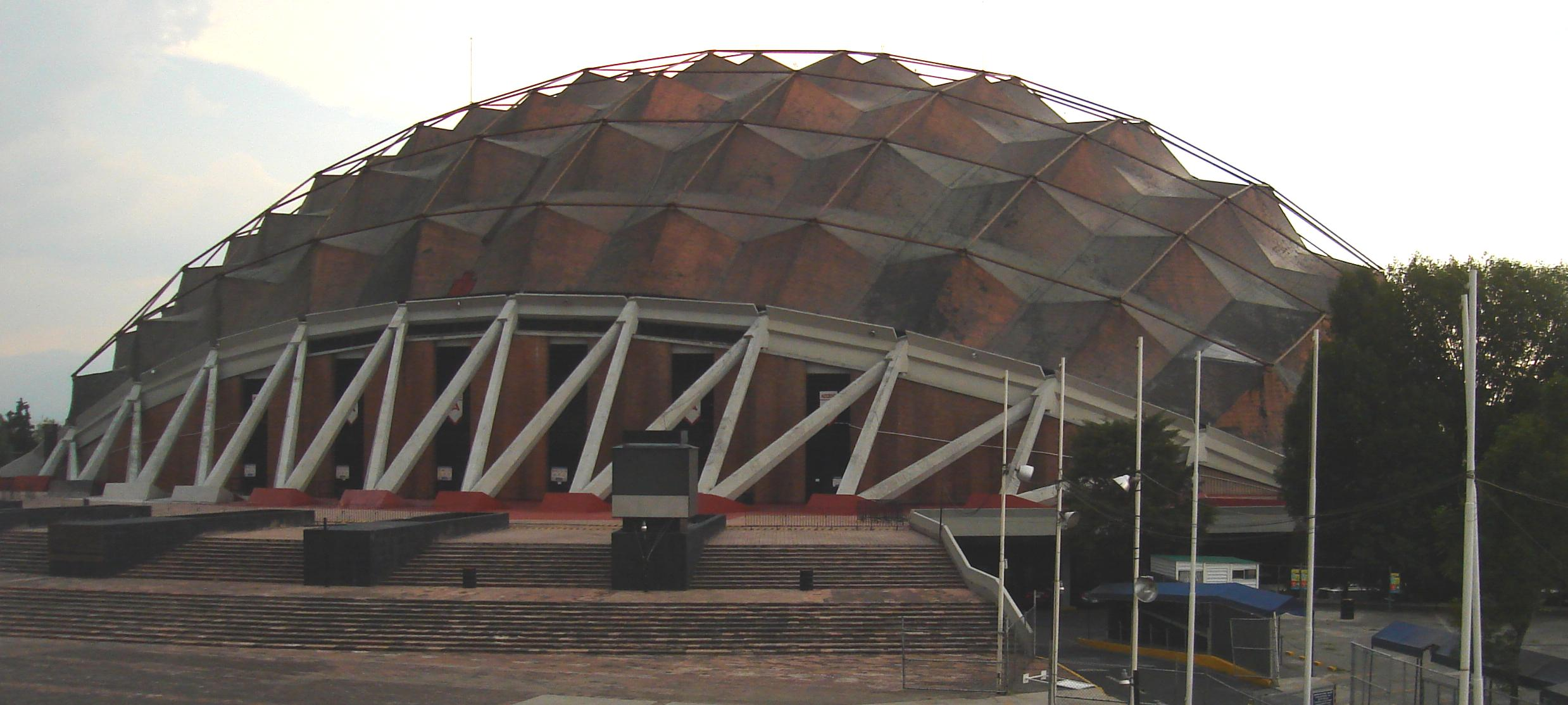
スポーツ・パレス 1968年

ミース・ファン・デル・ローエのユニヴァーサル・スペースがユークリッド幾何の極限の表象であるとするならば、球面幾何のそれはバックミンスター・フラーのジオデシック・ドームであり、フェリックス・キャンデラが手掛けたのは双曲幾何の建築学的表象であるHP（ハイパーボリック・パラボロイダル＝双曲放物面的）シェル構造である。自然界においては貝殻に代表される薄膜構造のシェル構造が建築構造学的に優れている点は、応力が構造体の面内にのみ存在することで力が建築材料に均等に配分され、それゆえ梁や柱が必要でなくなり、軽量で耐久性のあるコスト・パフォーマンスに優れた建築物を作りやすいからである。事実、メキシコ・シティの地盤の弱さに関わらず、1985年のマグニチュード8.1のメキシコ大地震にあっても、キャンデラの建物はすべて無傷であった。
1951年、キャンデラはメキシコ・シティの大学都市の中にある宇宙線研究所を建設する際、観測上、宇宙線を通すために極めて薄いコンクリート屋根が要求されるに及んで、HPシェル構造の優位性を直感し、それにより厚みが頂部でわずか1.5cm、基部でも最大4cmという驚異的なシェル構造物を実現させ、建築界に一躍その名を知らしめることとなった。しかも当時、コンピュータによる複雑な構造計算を頼むことの出来ない時代にあって、実験模型も作らずに構造力学的センスと直観だけでこれを行い、以後基本的に、簡単な手計算と実物大モデルの試行錯誤から得られた経験的勘によって行うキャンデラの設計スタイルは、終生変わることがなかった。
キャンデラが後年HPシェルの大家と呼ばれるようになるのは、3ヒンジコンクリートアーチ構造の開拓者であり、それまでの伝統的な石造アーチ構造の橋梁から革命的な変化をもたらしたスイスの構造家ロベール・マイヤール（1872年-1940年）への敬慕のみならず、数学が得意なキャンデラ生来の幾何学的好みと構造力学的合理性へのこだわりがあった。
しかもそれだけでなく、当時発展途上にあったメキシコにおいては、設計デザインをもっぱらに行う建築家という職業が成立し得ず、したがってコントラクター（建築業者）を兼業せざるを得ない環境の中で、何よりも工場や倉庫といった建物を安く早く請け負う必要があったからである。シェル構造の中でもHPシェルが持つ特異性は、軸方向性をもった二つの直線群がわずかずつずれて行く連続的遷移によって曲面が生み出されて行く点にあり、それゆえRC造においてはコンクリートを打設する際において単純な直線材の型枠で済み、施工が容易であるからである。
また型枠を取り外した後に、直線材の使用によって結果的にもたらされるコンクリート面のプリーツ状の打ち跡は、そのテクスチャー表現（質感）において美学的に優れたものとなり、そのような身近な例を日本国内においては、丹下健三の東京カテドラル聖マリア大聖堂のインテリアに見てとることが出来る。意匠デザイナーとしての内的欲求が勝り、従って構造力学的に言うと厳密にはHPシェルの構造物として成立していない丹下健三の東京カテドラル聖マリア大聖堂とは異なり、対照的に構造家としての内的欲求の強かったキャンデラの建築は、その構造力学的合理性への志向のあまり、しばしばエクステリアのデザインやファサード（建築物の顔である正面性）が貧弱となり、建築界においてもキャンデラを建築家ではなく、単なる構造家と見なす向きもあった。しかしながら、表面的な形体だけの華やかさを競ったポストモダニズム建築が失速し、その思潮が後退するに及んで、構造に正直でミニマルなモダニズム様式であり、尚かつアクロバティックな空間表現を成立させているキャンデラの建築家としての力量が再評価されつつある。
キャンデラの建築では、HPシェル面に大胆に開けられたスリットがトップ・ライトやハイサイド・ライトとして利用され、ことに教会建築においては、それらが魅惑的で幻想的なステンドグラスの光の乱舞となって降り注ぐ内部空間を生み出し、幾重にも重なり合うHPシェルの内壁面が織りなす光と陰の交錯とも相まって、建物の外観からは想像も出来ない程の心躍る劇的な宗教的空間をこの世に現出させている。

## 主要作品
- メキシコ国立自治大学宇宙線研究所　1951年
- イグレシア・デ・ラ・ビルヘン・ミラグローサ教会　1953年
- サン・アントニオ・デ・ラス・ウェルタス教会　1956年
- ソチミルコのレストラン　1957年
- ハマイカの市場　1957年
- クエルナバカのオープン・チャペル　1958年
- バカルディの瓶詰工場　1959年
- サン・ビセンテ・デ・パウル礼拝堂　1959年
- サンタモニカ教会　1960年
- ヌエストラ・セニョーラ・デ・グアダルーペ教会　1961年
- ナショナル倉庫　1964年
- キャンデラリア地下鉄駅　1967年
- スポーツ・パレス（メキシコ・オリンピック屋内競技場）　1968年
- オーシャン・グラフィック　1997年